# Сельское поселение Новодевичье
Се́льское поселе́ние Новоде́вичье — муниципальное образование в Шигонском районе Самарской области Российской Федерации.
Административный центр — село Шигоны
.

## Население
| 2010  | 2012  | 2013  | 2014  | 2015  | 2016  | 2017  |
| ----- | ----- | ----- | ----- | ----- | ----- | ----- |
| 1581  | ↘1544 | ↗1549 | ↗1567 | ↘1523 | ↘1472 | ↘1450 |
| 2018  | 2019  | 2020  | 2021  |       |       |       |
| ↘1404 | ↘1370 | ↘1335 | ↗1545 |       |       |       |

## Состав сельского поселения
В состав сельского поселения входят 2 населённых пункта:
| № | Населённый пункт | Тип населённого пункта       | Население |
| - | ---------------- | ---------------------------- | --------- |
| 1 | Маза             | село                         | 272       |
| 2 | Новодевичье      | село, административный центр | ↘1309     |